# Roman Football Club
El Foot-ball Club di Roma, más conocido como Roman Football Club fue un club de fútbol fundado en 1899 en el barrio de Parioli de la ciudad de Roma, Italia. En 1927 se fusionó con otros dos clubes de la ciudad, Fortitudo-Pro Roma y Alba-Audace para formar el actual Associazione Sportiva Roma. Los colores del Roman FC (Rojo imperial y amarillo oro) pasaron a ser los de la nueva entidad.

## Historia
La sociedad Foot-ball Club di Roma se fundó en 1899 en Parioli, Roma, siendo una de las más antiguas de la capital. Dos años más tarde, en 1903, se creó la sección de fútbol de la entidad, que llevó el nombre de Roman Football Club, aunque la sociedad siguió llamándose FC Roma cerca de diez años más.
El campo de juego del Roman FC, Due Pini, se situaba en la zona de Parioli, una de las más ricas de Roma.
Durante los primeros años de existencia del club, este participó en el campeonato local, el Campionato Romano, logrando el subcampeonato en la temporada 1909-10 y el tercer puesto las temporadas 1907 y 1910-11.
A partir de la temporada 1912-13 el Roman FC empieza a jugar en la primera categoría de la Liga italiana, en el grupo del Lacio. Antes de la Primera Guerra Mundial el club logró el campeonato de su grupo la temporada 1914-15 y el subcampeonato en 1913-14, marchando segundo en la segunda fase (grupo Sur) de 1914-15 cuando el campeonato quedó suspendido por la guerra.
Tras el parón bélico el equipo volvió a participar en la máxima categoría, grupo Lazio, aunque no consiguió buenos resultados, llegando a militar en la segunda categoría en 1923-24 y 1924-25. En 1925-26 y 1926-27 volvió a la máxima categoría, logrando el 5.º puesto en el grupo Lacio (1925-26) y el 9.º en el grupo Sur (1926-27).
Tras la temporada 1926-27 las autoridades fascistas romanas presionaron para lograr la fusión de los clubes más fuertes de la capital, el SS Lazio, Roman FC, SS Fortitudo-Pro Roma y US Alba-Audace, aunque finalmente la Lazio se negó, fusionándose los otros tres clubes, que dieron lugar a la AS Roma.